# Ye Jiangchuan
Ye Jiangchuan (chin. upr. 叶江川; chin. trad.: 葉江川, ur. 20 listopada 1960 w Wuxi) – chiński szachista i trener szachowy, arcymistrz od 1993 roku.

## Kariera szachowa
Od pierwszych lat 80. należy do ścisłej czołówki szachistów swojego kraju. W czasie swojej kariery siedmiokrotnie zwyciężył w indywidualnych mistrzostwach Chin (w latach 1981–1996), dwunastokrotnie (w tym 6 razy na I szachownicy) wystąpił na szachowych olimpiadach (w latach 1982–2004), w swoim debiucie zdobywając srebrny medal za indywidualny wynik na IV szachownicy, jak również wielokrotnie w drużynowych mistrzostwach Azji. Dwukrotnie startował w pucharowych turniejach o mistrzostwo świata: w roku 2001 kolejno pokonał Aleksieja Barsowa, Lwa Psachisa, Loeka van Wely i awansował do najlepszej szesnastski świata (w IV rundzie przegrał z Wasilijem Iwanczukiem), natomiast w 2004 wyeliminował Carlosa Garcia Palermo i Ni Hua, ale w III rundzie przegrał z Zoltanem Almasi i odpadł z dalszej rywalizacji.
Do największych indywidualnych sukcesów Ye Jiangchuana należą m.in. trzykrotnie dz. I m. w turnieju Tan Chin Nam Cup w Pekinie (1995 - z Wang Zili, 1999 - z Aleksiejem Driejewem i 2001 - z Michałem Krasenkowem i Wiktorem Bołoganem) oraz I m. w Budapeszcie (1992), II m. w Groningen (1996, za Aleksiejem Jermolinskim), dz. I m. w Szanghaju (2000, z M.Krasenkowem) i I m. w Heibei (2001, turniej strefowy).
Od 1988 roku był trenerem najsilniejszej ówcześnie chińskiej szachistki, byłej mistrzyni świata Xie Jun, natomiast od 2000 - narodowej drużyny Chin.
W 2000 został pierwszym chińskim szachistą, który przekroczył granicę 2600 punktów rankingowych. Najwyższy ranking w karierze osiągnął 1 kwietnia 2003, z wynikiem 2684 punktów zajmował wówczas 20. miejsce na światowej liście FIDE, jednocześnie zajmując 1. miejsce wśród chińskich szachistów.